# 조선민주당

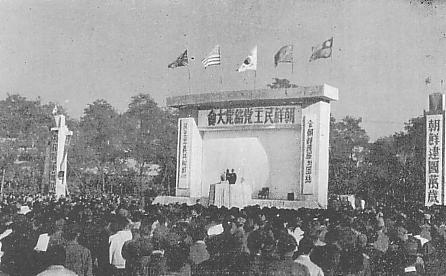
1945년 11월, 조선민주당 결성대회.

조선민주당(朝鮮民主黨)은 광복 후 평안남도건국준비위원회와 평안남도인민정치위원회의 위원장을 맡아 신망이 높던 조만식이 북한 지역의 대표들과 함께 1945년 11월 3일 평양에서 결성하였다. 당기관지인 《조선민주보》를 주간으로 발행하였다.

## 조직
조선민주당은 만장일치로 조만식을 당수로 선출하였으며, 부당수에 이윤영과 최용건을, 정치부장에 김책을 뽑았다.
이 밖에도 33명의 상무집행위원과 105명의 중앙집행위원, 그리고 8명의 감찰위원 등 중앙간부를 선출하였는데, 간부 중 최용건·김책 등은 김일성이 정치적인 복선을 가지고 잠입시킨 것으로 알려지고 있다.

## 연혁

### 정치 활동
1945년 모스크바3상회의가 결정한 신탁통치문제에 대해 조선민주당은 반탁을 결의하였다. 이때 당수 조만식은 연금상태에 놓이게 된다. 부당수의 한 사람인 최용건이 조만식 당수를 파면하고 자신이 당수직에 취임하여 조선공산당과 보조를 맞추게 되어, 창당 취지가 변질되게 하였다.
더이상 북한지역에서 활동이 어렵게 되자, 부당수인 이윤영을 비롯하여 우익측 간부들이 월남하여 1946년 4월 25일 서울에 집결, 당재건에 나섬으로써 남한지역에서 조선민주당의 활동이 시작되었다. 이들은 당의 정신적 지주인 조만식을 계속 당수로 추대하였으며, 산하에 평안청년회를 조직, 월남한 청년들을 규합하였다.
1948년 5.10총선에서 조선민주당측에서 부당수인 이윤영을 비롯하여 5명이 출마하였으나 이윤영만이 서울 종로갑구에서 당선되었다. 정부 수립 후 조각과정에서 월남동포의 참여의식을 높이기 위한 의도로 이승만은 이윤영을 총리로 지명했으나, 한국민주당측의 비협조로 국회의 인준을 얻지 못하여 무임소장관(뒤에 사회부장관)으로 참여하였다.

### 재창당
1946년 조만식은 소련군정 또는 김일성에 의해서 연금되었으며, 이윤영, 한근조, 김병연 등이 월남함으로써, 남한으로 조선민주당이 이동하게 되었다.
미군정의 조만식의 대통령 추대시도와 이승만의 정치적 기반 확보가 맞물려 조선민주당은 남반부에서 상당한 호응을 얻는다.
그러나 한국민주당과 대한국민독립촉성회 등의 남부정당과 무소속 등의 선전으로 조선민주당은 이윤영만을 당선시킨다.
조선민주당은 대한민국 정부수립 이후 이윤영이 총리서리에 지목될 정도로 성장하였으나 이는 조만식 등과 월남 반공인사에 대한 이승만과 독립촉성회 세력의 지지에서 비롯됐으나 주류를 형성하고 있던 한국민주당이 반대와 견제가 심하여 더 이상 발전하지 못했다. 이윤영은 1948년 7월 총리서리에 지명되었으나 한국민주당의 반대로 무산되었다. 사회당으로 발전을 모색하였으나 실패하였고, 또한 평양청년회, 서북청년회 등으로 개칭하여 반공단체의 전위 역할을 하다가 1961년 5·16 군사 정변 때 해산하게 된다.
김일성에 의해 빼앗긴 북한의 조선민주당은 부당수 최용건을 지도자로 받들고 그를 중심으로 운영되다가 1981년 조선사회민주당으로 개칭한 바 있고 현재까지 이어지고 있다. 그러나 이 조선민주당은 형식상 조민당일 뿐 이미 조선노동당의 하부기관으로 전락하였다.

## 역대 총선 결과
| 실시년도 | 선거     | 국회정원 | 당선자 현황 (지역구 당선 / 후보) | 득표   | 득표율 |
| -------- | -------- | -------- | -------------------------------- | ------ | ------ |
| 1948년   | 1대 총선 | 200      | 1 / 5                            | 22,994 | 0.34%  |

## 같이 보기
- 제1공화국
- 한국 전쟁
- 조만식
- 이윤영
- 최용건
- 한근조
- 사회당 (대한민국, 1948)
- 조선사회민주당